# Barry Jones
Barry Jones (Saint Peter Port, 6 marzo 1893 – Guernsey, 1º maggio 1981) è stato un attore britannico.

## Biografia
Barry Jones iniziò la sua carriera di attore nel 1921 sui palcoscenici britannici. Tra i ruoli teatrali da lui interpretati, da ricordare quello del re di Krasnia nel musical Glamorous Night (1935) di Ivor Novello.
Nei primi anni trenta esordì sul grande schermo, dove si distinse in uno dei primi film diretti da Alfred Hitchcock, Numero diciassette, girato nel 1932. Da allora ebbe una lunga carriera come attore caratterista, interprete in particolare di personaggi autorevoli. Fu protagonista del thriller fantapolitico Minaccia atomica (1950), nel ruolo di uno scienziato atomico che si impadronisce di una testata nucleare, minacciando di provocare una devastante esplosione a Londra, a meno che il governo britannico interrompa la corsa agli armamenti nucleari. 
Nella prima metà degli anni cinquanta lavorò per diverse produzioni statunitensi, tra cui Gli avventurieri di Plymouth (1953) di Clarence Brown, il musical Brigadoon (1954) di Vincente Minnelli. Interpretò il ruolo dell'imperatore romano Claudio nel kolossal I gladiatori (1954), del filosofo Aristotele in Alessandro il Grande (1956), del conte Rostov in Guerra e pace (1956), e di Thomas de Courcelles in Santa Giovanna (1957). Due anni dopo apparve nel ruolo del professor Logan nel film I 39 scalini (1959) di Ralph Thomas, remake della pellicola Il club dei 39, diretta da Alfred Hitchcock nel 1935. Interpretò nuovamente un personaggio di nome Logan in quella che fu la sua ultima apparizione cinematografica nel film bellico Gli eroi di Telemark (1965) di Anthony Mann, dopo il quale si ritirò definitivamente dalle scene.

## Filmografia parziale

### Cinema
- Numero diciassette (Number Seventeen), regia di Alfred Hitchcock (1932)
- Frida, l'amante straniera (Frieda), regia di Basil Dearden (1947)
- Tramonto d'amore (That Dangerous Age), regia di Gregory Ratoff (1949)
- Lord Byron (The Bad Lord Byron), regia di David MacDonald (1949)
- L'amore segreto di Madeleine (Madeleine), regia di David Lean (1950)
- Minaccia atomica (Seven Days to Noon), regia di John Boulting, Roy Boulting (1950)
- Cielo tempestoso (The Clouded Yellow), regia di Ralph Thomas (1950)
- Quelli che mai disperano (White Corridors), regia di Pat Jackson (1951)
- Stupenda conquista (The Magic Box), regia di John Boulting (1951)
- Appointment with Venus, regia di Ralph Thomas (1951)
- Gli avventurieri di Plymouth (Plymouth Adventure), regia di Clarence Brown (1952)
- Samoa (Return to Paradise), regia di Mark Robson (1953)
- Il principe coraggioso (Prince Valiant), regia di Henry Hathaway (1954)
- I gladiatori (Demetrius and the Gladiators), regia di Delmer Daves (1954)
- Brigadoon, regia di Vincente Minnelli (1954)
- La scarpetta di vetro (The Glass Slipper), regia di Charles Walters (1955)
- Alessandro il Grande (Alexander the Great), regia di Robert Rossen (1956)
- Guerra e pace (War and Peace), regia di King Vidor (1956)
- Santa Giovanna (Saint Joan), regia di Otto Preminger (1957)
- Obiettivo Butterfly (The Safecracker), regia di Ray Milland (1958)
- I 39 scalini (The 39 Steps), regia di Ralph Thomas (1959)
- Sherlock Holmes: notti di terrore (A Study in Terror), regia di James Hill (1965)
- Gli eroi di Telemark (The Heroes of Telemark), regia di Anthony Mann (1965)

### Televisione
- Robert Montgomery Presents – serie TV, 3 episodi (1955-1956)
- The Alcoa Hour – serie TV, episodio 1x20 (1956)
- Lux Video Theatre – serie TV, 1 episodio (1956)
- Kraft Television Theatre – serie TV, 4 episodi (1955-1958)
- The DuPont Show of the Month – serie TV, episodio 1x09 (1958)
- Il Santo (The Saint) – serie TV, 1 episodio (1963)
- The Outer Limits – serie TV, 1 episodio (1963)
- Sherlock Holmes – serie TV, 1 episodio (1965)

## Doppiatori italiani
- Augusto Marcacci in I gladiatori, Alessandro il Grande, Obiettivo Butterfly
- Lauro Gazzolo in Frida, l'amante straniera, Il principe coraggioso
- Amilcare Pettinelli in Samoa, Guerra e pace
- Olinto Cristina in Brigadoon, La scarpetta di vetro
- Mario Besesti in L'amore segreto di Madeleine
- Sandro Ruffini in Minaccia atomica
- Mario Corte in Gli avventurieri di Plymouth
- Giorgio Capecchi in Gli eroi di Telemark